# 巴加提帕拉烏帕齊拉
巴加提帕拉乌帕齐拉是孟加拉国諾多爾縣的一个乌帕齐拉，位於拉傑沙希专区的諾多爾縣。

## 人口
據1991年孟加拉國人口普查，巴加提帕拉共有戶數19,752戶，人口107944人。其中男性佔比51.49%，女性佔比48.51%；成年人口54,158人。該地7歲以上人口之平均識字率為31.2%，低於全國平均值（32.4%）。